# نيلي إدواردز
نيلي إدواردز (بالإنجليزية: Neely Edwards)‏ مواليد 16 سبتمبر 1883 في دلفوس، الولايات المتحدة - الوفاة 10 يوليو 1965 في لوس أنجلوس، الولايات المتحدة، هو ممثل أمريكي بدأ مسيرته الفنية سنة 1915. ظهر في قرابة 174 فيلما. امتدت مسيرته الفنية لأكثر من 44 عاما. من أعماله الممثلون الجياع وماد فور لاف.

## روابط خارجية
- نيلي إدواردز على موقع IMDb (الإنجليزية)
- نيلي إدواردز على موقع أول موفي (الإنجليزية)
- نيلي إدواردز على موقع قاعدة بيانات الأفلام السويدية (السويدية)
- نيلي إدواردز على موقع قاعدة بيانات الفيلم (الإنجليزية)
- نيلي إدواردز على موقع كينوبويسك (الروسية)